# Cangrejal
De Cangrejal is een rivier in het noorden van Honduras. Bij de stad La Ceiba komt hij uit in de Caraïbische Zee.
Het woord Cangrejo betekent "krab" in het Spaans. Vroeger waren er veel krabben bij de monding van de rivier. Tegenwoordig is de benedenloop echter zo vervuild door industrieel afval dat er geen krabben meer voorkomen.
De rivier telt veel stroomversnellingen. Daarom wordt hij veel gebruikt voor raften en kajakken. Er zijn echter plannen voor een stuwdam, wat deze activiteiten onmogelijk zou maken.
Langs de bovenloop is nevelwoud te vinden. De Cangrejal vormt de oostelijke grens van het Nationaal park Pico Bonito.